# 鑫诺一号通信卫星
鑫诺一号通信卫星（SINOSAT-1）是法国宇航公司制造，1990年代进口中国的一颗大容量通信卫星，服务于鑫诺卫星通信有限公司。1998年7月18日在西昌卫星发射中心由长征三号乙运载火箭发射升空，7月31日定点在东经110.5度赤道上空的轨道，在轨寿命为15年。
鑫诺一号卫星有24个C频段转发器（其中23个带宽为36MHz，1个带宽为54MHz）和14个Ku频段转发器，带宽为54MHz。覆盖中国国内和周边国家。鑫诺卫星的服务主要是中国教育网、新华社全球卫星数据广播网、国家广电总局“村村通”工程，中国海上石油、国家气象局、中国吉通、中国联通和中国教育电视台等单位也曾经使用过鑫诺的服务。
2002年6月23日至6月30日，卫星遭到法轮功组织的攻击一度瘫痪。台灣中央社報導指出衛星9月11日被插播所出現的內容是「絕密消息：江澤民和蘇聯簽定條約，出賣了相當於一百個台灣的土地」，副題為「新聞自由是天賦人權」。中華人民共和国政府認為干擾源來自香港，並指香港政府正協助調查，但香港保安局公開否認此事。